# La Basse-Vaivre
La Basse-Vaivre is een gemeente in het Franse departement Haute-Saône (regio Bourgogne-Franche-Comté) en telt 45 inwoners (2011). De plaats maakt deel uit van het arrondissement Vesoul.

## Geografie
De oppervlakte van La Basse-Vaivre bedraagt 3,5 km², de bevolkingsdichtheid is dus 12,9 inwoners per km².
De onderstaande kaart toont de ligging van La Basse-Vaivre met de belangrijkste infrastructuur en aangrenzende gemeenten.

## Demografie
Onderstaande figuur toont het verloop van het inwonertal (bron: INSEE-tellingen).